# Trpišovice
Trpišovice település Csehországban, a Havlíčkův Brod-i járásban. Trpišovice Kouty, Vilémovice, Světlá nad Sázavou, Bojiště és Dolní Město településekkel határos. Lakosainak száma 161 fő (2024. január 1.).

## Népesség
A település lakosságának változását az alábbi diagram mutatja:
| Lakosok száma | 467  | 480  | 421  | 335  | 223  | 158  | 169  | 175  | 177  | 161  |
|               | 1869 | 1890 | 1921 | 1950 | 1980 | 2001 | 2017 | 2019 | 2022 | 2024 |